# Nancy Meyers
Nancy Jane Meyers (Filadelfia, 8 dicembre 1949) è una regista, produttrice cinematografica e sceneggiatrice statunitense.

## Biografia
Dopo aver curato le sceneggiature di film come Soldato Giulia agli ordini, Baby Boom, Inviati molto speciali, Il padre della sposa e Il padre della sposa 2, debutta alla regia con la commedia Genitori in trappola, interpretata da Dennis Quaid, Natasha Richardson e Lindsay Lohan. Il suo secondo lungometraggio, con cui arriva al successo, è What Women Want - Quello che le donne vogliono del 2000, con Mel Gibson e Helen Hunt.
Nel 2003 dirige Tutto può succedere - Something's Gotta Give, commedia con un cast di prim'ordine, tra cui Jack Nicholson, Diane Keaton e Keanu Reeves. Specializzatasi nella commedia romantica, nel 2006 dirige L'amore non va in vacanza; anche in questa occasione ha a disposizione un ricco cast, formato da Cameron Diaz, Jude Law, Kate Winslet e Jack Black. Nel 2009 dirige un'altra commedia romantica, È complicato, con Meryl Streep, Alec Baldwin e Steve Martin.

## Filmografia

### Regista
- Genitori in trappola (The Parent Trap) (1998)
- What Women Want - Quello che le donne vogliono (What Women Want) (2000)
- Tutto può succedere - Something's Gotta Give (Something's Gotta Give) (2003)
- L'amore non va in vacanza (The Holiday) (2007)
- È complicato (It's Complicated) (2010)
- Lo stagista inaspettato (The Intern) (2015)

### Sceneggiatrice
- Soldato Giulia agli ordini (Private Benjamin) (1980)
- Vertenza inconciliabile (Irreconcilable Differences) (1984)
- Protocol (Protocol) (1984)
- Jumpin' Jack Flash (Jumpin' Jack Flash) (1986)
- Baby Boom (Baby Boom) (1987)
- Il padre della sposa (Father of the Bride) (1991)
- Sette criminali e un bassotto (Once Upon a Crime...) (1992)
- Inviati molto speciali (I Love Trouble) (1994)
- Il padre della sposa 2 (Father of the Bride Part II) (1995)
- Genitori in trappola (The Parent Trap) (1998)
- Tutto può succedere - Something's Gotta Give (Something's Gotta Give) (2003)
- L'amore non va in vacanza (The Holiday) (2006)
- È complicato (It's Complicated) (2009)
- Lo stagista inaspettato (The Intern) (2015)